# Pener (Taman)
Pener is een bestuurslaag in het regentschap Pemalang van de provincie Midden-Java, Indonesië. Pener telt 5258 inwoners (volkstelling 2010).